# Avril 1824

## Événements
- 8 avril : décret de Simón Bolívar redistribuant les terres au indiens du Pérou et de Grande Colombie.
- 17 avril : traité russo-américain sur l’Alaska : liberté de navigation et de pêche, limitation des colonies russes au 54e parallèle nord.

## Naissances
- 10 avril : Alphonse Muraton, peintre français († 28 décembre 1911).
- 18 avril : Honorine Emeric Bouvret, peintre française († 11 septembre 1904).
- 20 avril :
  - Peter Martin Duncan, (mort en 1891), paléontologue et zoologiste britannique.
  - Jules Marcou (mort en 1898), géologue franco-américanosuisse.
- 28 avril : Alexandre Augustin Célestin Bullier, sculpteur français († 17 juin 1903).

## Décès
- 19 avril : Lord Byron, écrivain britannique à Missolonghi, au cours de la guerre d'indépendance grecque (° 22 janvier 1788).